# Aylostera flavistyla
Aylostera flavistyla es una especie de planta suculenta perteneciente al género Aylostera, dentro de la familia Cactaceae. Es endémica de Bolivia y anteriormente se le conocía como Rebutia flavistyla.

## Descripción

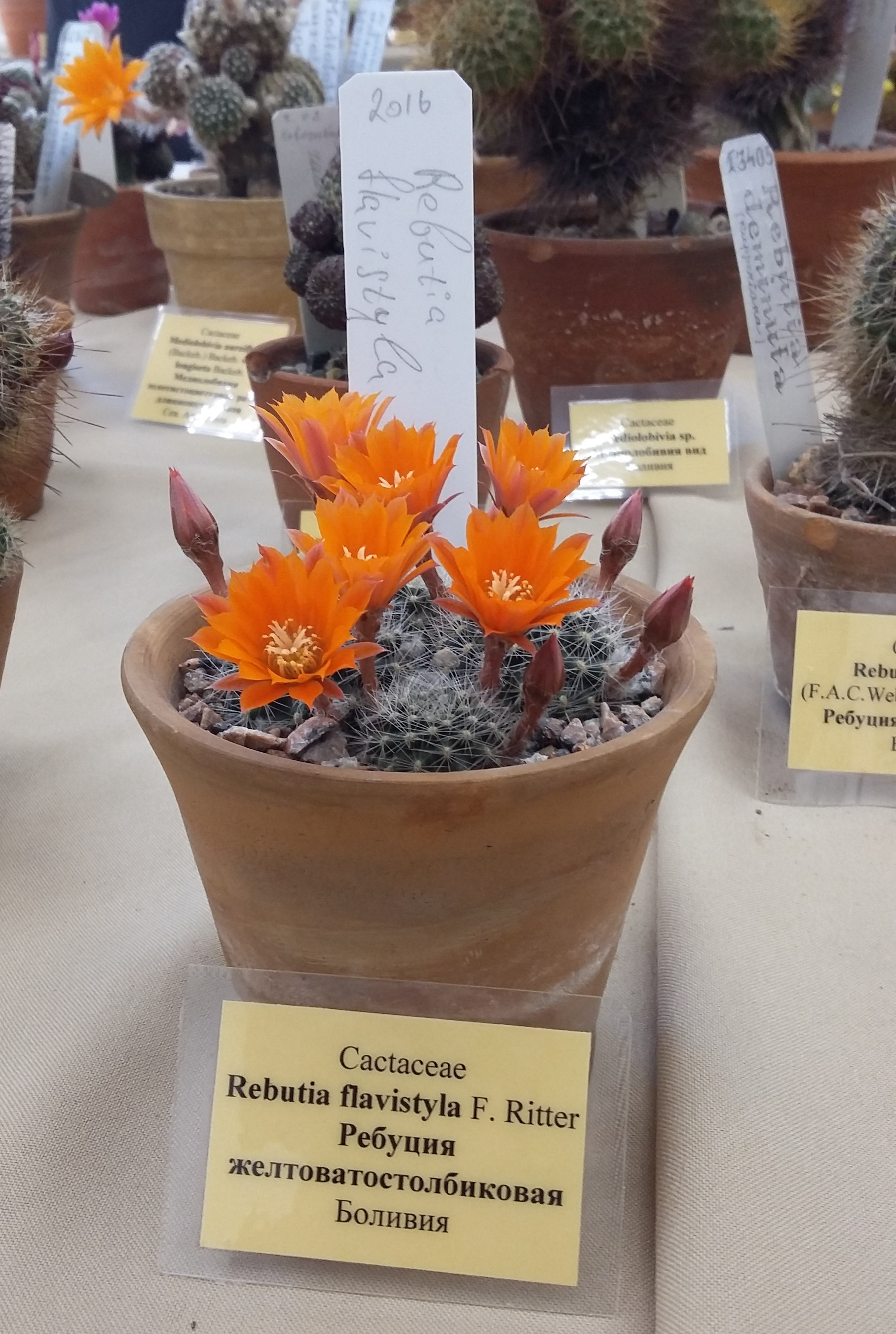
Cultivo en maceta de terracota

Aylostera flavistyla es una especie de cactus pequeño que crece normalmente de forma solitaria. Tiene tallos esféricos de color verde y que pueden alcanzar un diámetro de 4 a 6 cm. Sus raíces son cortas y parecidas a las de una remolacha. 
Presentan de 15 a 27 costillas divididas en tubérculos. Las areolas son alargadas, y aunque inicialmente son de color amarillo, luego se vuelven blancas. Suelen tener una espina central que sobresale, y de 15 a 22 espinas marginales que inicialmente son de color amarillo y que luego se vuelven blancas. Son delicadas, en su mayoría rectas y miden de 5 a 10 mm de largo.

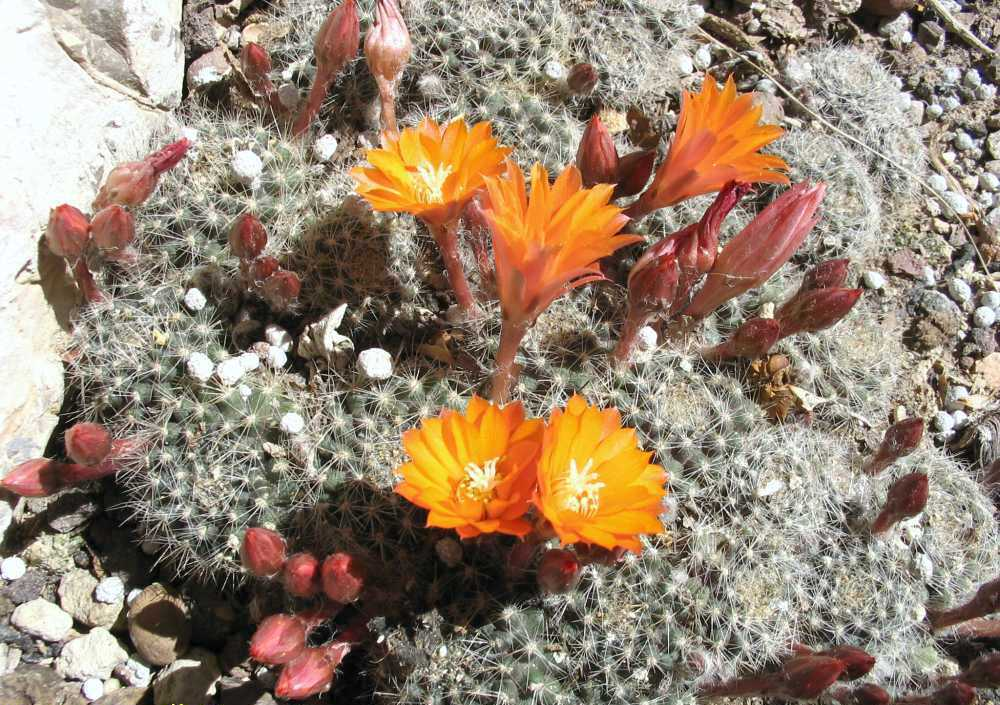
Planta en su hábitat

Las flores son de color rojo anaranjado y miden hasta 3 cm de largo. Los frutos son de color verde brillante y miden de 5 a 7 mm de diámetro.

## Distribución y hábitat
El área de distribución nativa de esta especie es Bolivia y crece principalmente en biomas desérticos o de matorrales secos.

## Taxonomía
La primera descripción de esta especie fue como Rebutia flavistyla, publicada en 1978 por el botánico alemán Friedrich Ritter en la revista científica Ashingtonia 2: 12.
Más tarde, los botánicos Stefano Mosti y Alessio Papini trasladaron la especie al género Aylostera, por lo que pasó a llamarse Aylostera flavistyla. Registraron estos cambios en la revista Pakistan Journal of Botany 43: 2778, publicada en 2011.

Etimología
- Aylostera: nombre genérico formado a partir de las palabras griegas aulos, transliterado irregularmente como aylos, (que significa 'tubo') y stereos (que significa 'sólido'), en alusión al tubo floral sólido que poseen.[4]
- flavistyla: epíteto específico que deriva de las palabras latinas flavus (que significa 'amarillo') y stylus (que significa 'estilo', que es la parte de la flor que conecta el ovario con el estigma), haciendo referencia al color amarillo del estilo de la flor de esta especie.[5]

## Usos

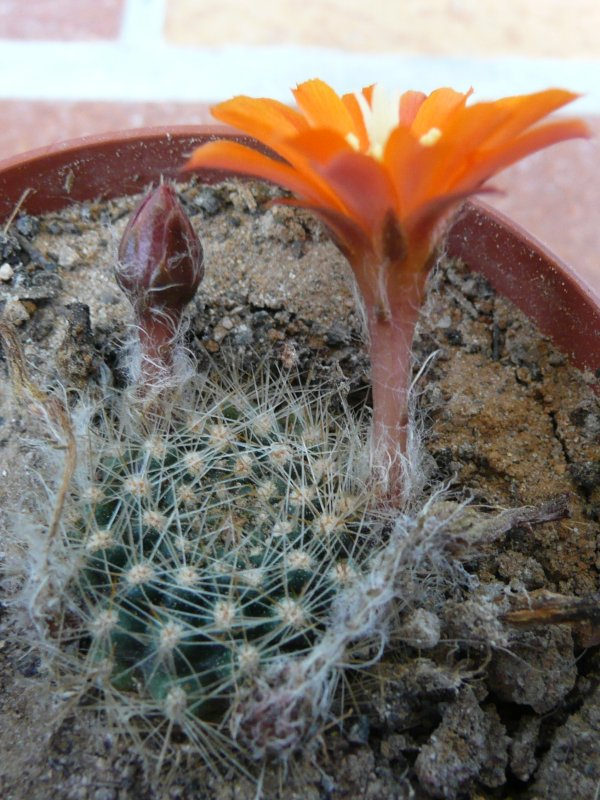
Cultivo en maceta de plástico

Aylostera flavistyla se cultiva principalmente como planta ornamental por su floración vistosa y su porte compacto. Es una especie de crecimiento estival, adecuada para cultivadores principiantes debido a su resistencia y facilidad de manejo.
Prefiere suelos minerales muy aireados, con al menos un 50 % de arena o piedra pómez y un pH ligeramente ácido. Aunque crece lentamente, florece con facilidad y forma grupos si se le proporcionan buenas condiciones. Se adapta bien al cultivo en macetas pequeñas, que deben ajustarse al tamaño de la planta y sus raíces. El trasplante favorece la producción de tallos y flores, y se recomienda hacerlo anualmente hasta que la planta alcance unos 10 cm de diámetro, luego cada dos o tres años. Trasplantar al final del invierno es lo más conveniente, y es importante no regar durante las semanas posteriores para evitar la pudrición radicular. Una capa de grava fina en el fondo de la maceta mejora el drenaje, y una capa decorativa en la superficie ayuda a mantener el sustrato aireado y estéticamente atractivo.
La planta necesita luz brillante y algo de sol directo. Tolera bien el sol filtrado o la sombra parcial por la tarde. Puede broncearse con exposición intensa, lo que estimula la floración y el desarrollo de espinas, aunque es vulnerable a quemaduras si se expone directamente durante las horas más calurosas del verano.
Durante la temporada de crecimiento se recomienda un riego moderado, dejando secar completamente el sustrato entre riegos. En invierno debe mantenerse seca y en temperaturas no inferiores a 0 °C. Si permanece seca, soporta heladas ligeras y breves, incluso de hasta −7 °C. Esta especie necesita un período de reposo invernal para florecer adecuadamente al año siguiente. No tolera bien temperaturas elevadas constantes y puede entrar en letargo a mediados del verano, reanudando el crecimiento al bajar las temperaturas.
El fertilizante más adecuado es uno rico en potasio, aplicado durante el verano. La planta puede cultivarse al aire libre de abril a septiembre, protegida de lluvias intensas y granizo. Es ideal para invernaderos fríos, marcos protegidos o rocallas. Aunque es resistente a enfermedades, puede verse afectada por la araña roja, especialmente en ejemplares jóvenes. La podredumbre radicular es poco común si se mantiene una buena ventilación y un régimen de riego apropiado.
Se propaga fácilmente por semillas o hijuelos. Las semillas germinan entre una y dos semanas después de sembrarse en primavera a temperaturas de 21–27 °C. Los esquejes deben dejarse secar antes de plantarlos, y colocarse en posición ligeramente vertical para facilitar el desarrollo de raíces. En cultivo, esta especie tiende a formar grupos más densos que en su entorno natural, lo que aumenta su valor ornamental.